# آگوست دیل
آگوست دیل (به آلمانی: August Diehl) (زاده ۴ ژانویه ۱۹۷۶) هنرپیشه آلمانی است. از فیلم‌های معروف او می‌توان به بازی در فیلم سالت اشاره کرد. او همچنین در فیلم یک زندگی پنهان، امپراطوری از پاریس، آخرین ورمیر، دهان به دهان و کورسک نقش آفرینی کرده‌است.